# How Did We Get So Dark? (singolo)
How Did We Get So Dark? è un singolo del gruppo musicale britannico Royal Blood, pubblicato il 20 ottobre 2017 come terzo estratto dall'album omonimo.

## Video musicale
Il video, diretto da The Sacred Egg, è stato reso disponibile il 26 ottobre 2017 attraverso il canale YouTube del duo.

## Formazione
Gruppo
- Mike Kerr – basso, tastiera, voce
- Ben Thatcher – batteria, percussioni, Steinway D

Produzione
- Tom Dalgety – produzione, missaggio
- Rob Brinkman – assistenza tecnica
- Connor Panayi – assistenza tecnica
- Brian Lucey – mastering

## Classifiche
| Classifica (2017)          | Posizione massima |
| -------------------------- | ----------------- |
| Belgio (Fiandre)           | 58                |
| Regno Unito (rock & metal) | 4                 |